# Kingman Brewster
Kingman Brewster, född 17 juni 1919 i Longmeadow, Massachusetts, död 8 november 1988 i Oxford, England, var en amerikansk akademiker, lärare och diplomat. Han var president för Yale University och efter att ha lämnat denna uppgift blev han USA:s ambassadör i Storbritannien. Ett barnbarn till honom är skådespelerskan Jordana Brewster.